# Крок назустріч (фільм)
«Крок назустріч» (рос. «Шаг навстречу») — радянський художній фільм-альманах 1975 року, що складається з п'яти новел.

## Сюжет
У фільмі п'ять новел, об'єднаних історією зародження кохання двох немолодих людей, які кожен день зустрічаються дорогою на роботу. Зустрічаючись кожен день в громадському транспорті, вони й не підозрюють, що вони сусіди по будинку, і доставляють одне одному постійно масу неприємностей. П'ять новел: «Дочка капітана», «Батько Серафим», «М'ясо по-аргентинськи», «Весільний марш», «Всього за 30 копійок» — ліричні розповіді про ці події.

## У ролях
Крок назустріч:
- Людмила Гурченко — Валентина Степанівна
- Микола Волков (молодший) — Ігор Анатолійович
- Олена Андерегг — двірник (немає в титрах)

Дочка капітана:
- Андрій Попов — капітан
- Олена Циплакова — Ліда, його дочка-студентка
- Георгій Віцин — людина в буфеті
- Людмила Іванова — таксистка
- Віра Титова — буфетниця
- Анатолій Попов — студент
- Наталія Четверикова — дівчина в аеропорту

Батько Серафим:
- Євген Леонов — Серафим Микитович, машиніст
- Валентина Владимирова — Марія Тимофіївна, його дружина
- Олена Соловей — Тетяна
- Семен Морозов — помічник машиніста
- Валентина Телегіна — нянечка в пологовому будинку
- Олеся Іванова — шляхова обхідниця (немає в титрах)

М'ясо по-аргентинськи:
- Лев Дуров — Георгій Дмитрович, кухар
- Валентина Титова — його дружина
- Володимир Басов — Микола Борисович Стрешніков, саксофоніст

Весільний марш:
- Олена Драпеко — Катя Зайцева
- Борис Щербаков — Вовка Монастирьов, її наречений
- Анатолій Рудаков — Серьога, приятель Монастирьова
- Світлана Вадас — Віра, наречена Серьоги
- Станіслав Соколов — продавець

Всього за 30 копійок:
- Андрій Миронов — Маркел Володимирович Кочетков, зубний лікар
- Катерина Васильєва — Люба, його дружина
- Павло Панков — Олександр Євгенович, головний лікар
- Олександр Анісімов — таксист
- Сергій Боярський — продавець лотерейних квитків
- Володимир Землянікін — кореспондент «Спортивної газети»
- Наталія Крачковська — переможниця в лотереї
- Світлана Карпінська — медсестра
- Кіра Крейліс-Петрова — контролерка в універсамі
- Ігор Окрепилов — лікар, колега Кочеткова
- Інна Слобідська — стоматологиня
- Лідія Штикан — працівниця універсаму
- Кирило Гунн — пацієнт з паличкою (немає в титрах)
- Ера Зіганшина — продавчиня (немає в титрах)

## Знімальна група
- Автор сценарію:  Еміль Брагінський
- Режисер:  Наум Бірман
- Оператор:  Олександр Чиров
- Композитор: Станіслав Пожлаков
- Художник:  Всеволод Улітко